# Стонжкі (Куявсько-Поморське воєводство)
Стонжкі (пол. Stążki) — село в Польщі, у гміні Свекатово Свецького повіту Куявсько-Поморського воєводства.
Населення — 314 осіб (2011).
У 1975-1998 роках село належало до Бидгощського воєводства.

## Демографія
Демографічна структура станом на 31 березня 2011 року:
|          | Загалом | Допрацездатний вік | Працездатний вік | Постпрацездатний вік |
| -------- | ------- | ------------------ | ---------------- | -------------------- |
| Чоловіки | 165     | 46                 | 107              | 12                   |
| Жінки    | 149     | 28                 | 90               | 31                   |
| Разом    | 314     | 74                 | 197              | 43                   |